# Filialkirche Zitz

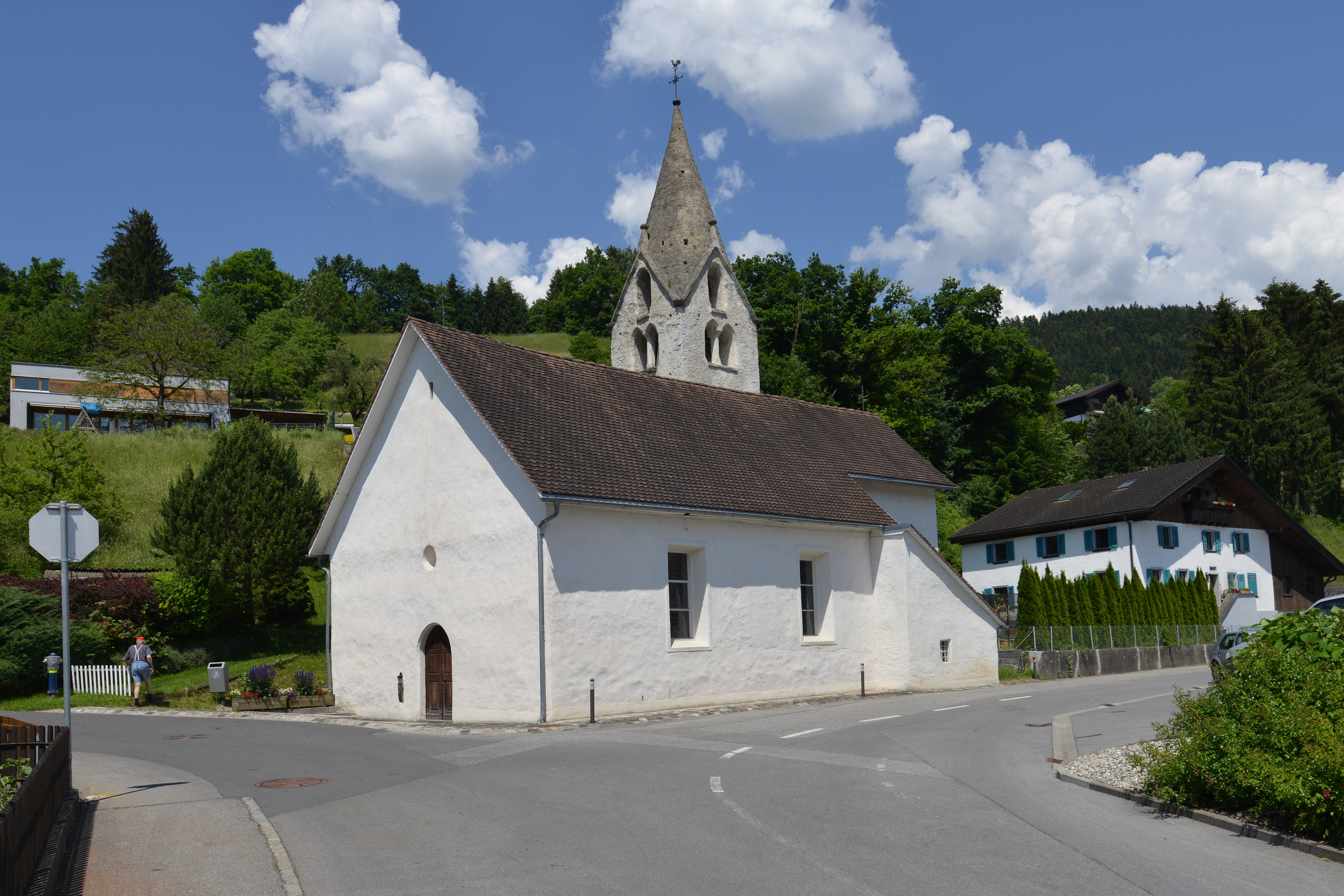
Bludesch-Zitz, Kath. Filialkirche hl. Nikolaus

Die Filialkirche Zitz steht in der Gemeinde Bludesch im Walgau in Vorarlberg. Die römisch-katholische Filialkirche hl. Nikolaus gehört zum Dekanat Walgau-Walsertal in der Diözese Feldkirch. Die Kirche steht unter Denkmalschutz.

## Geschichte
Urkundlich wurde um 842 Cise genannt. 1483 wurde eine Kaplanei berichtet.

## Architektur

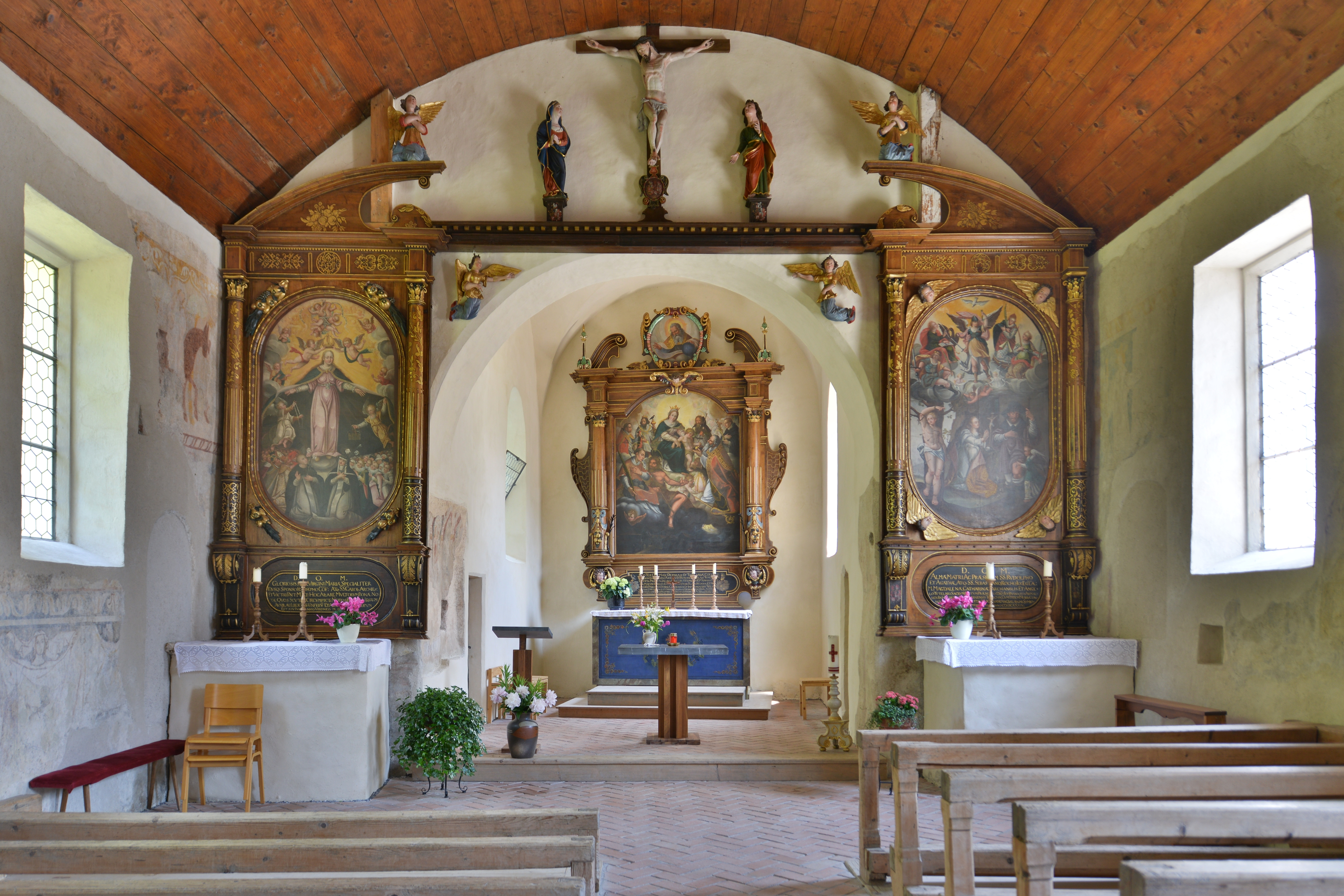
Vom Langhaus zum Chor

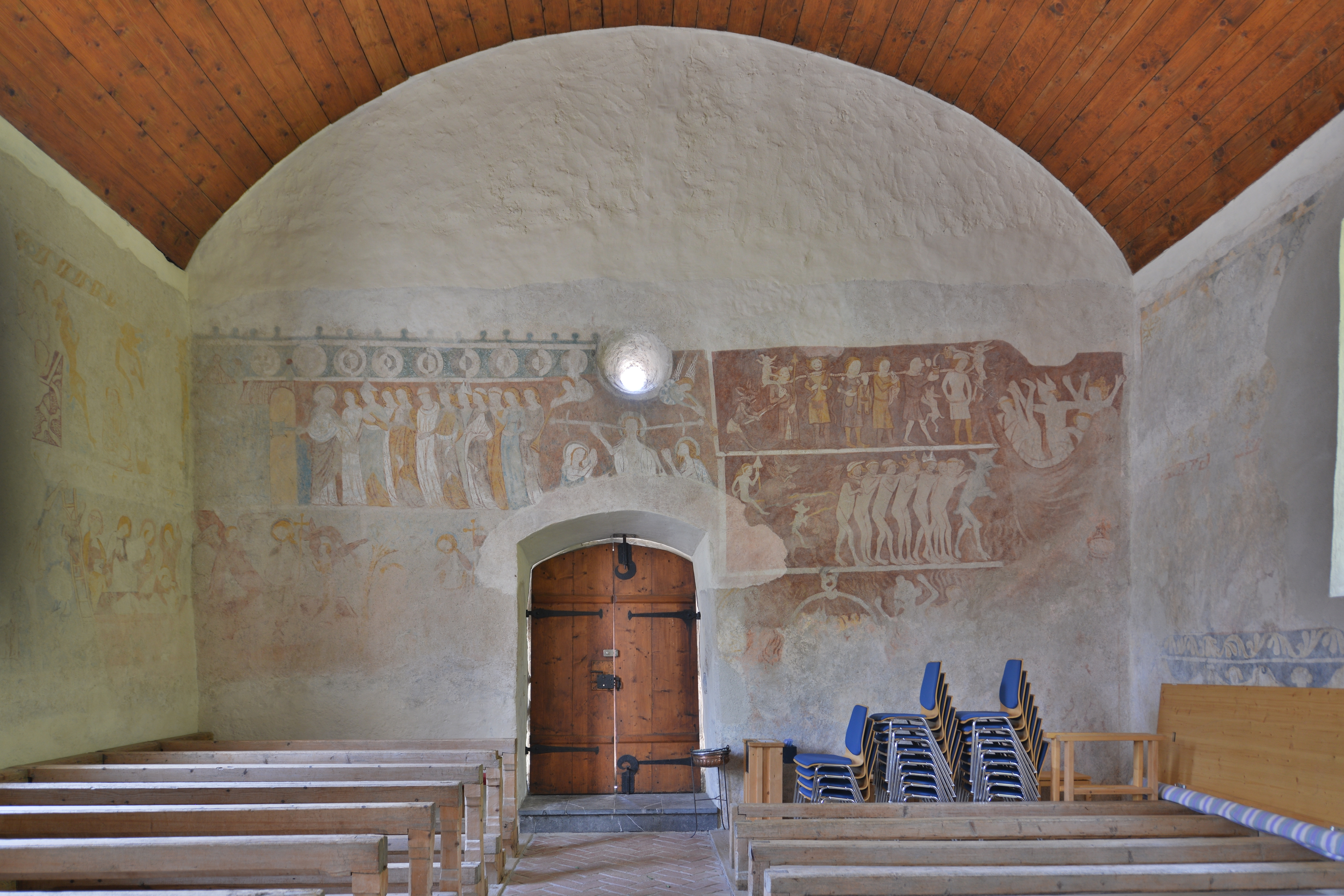
Westwand mit Portal, Kreisfenster und Fresken

Der romanische Kirchenbau mit Rechteckfenstern hat ein breites Langhaus und einen eingezogenen annähernd quadratischen barocken Chor unter einem gemeinsamen Satteldach.
Der Nordturm in der Chorecke mit gekoppelten und einfachen darüber gestellten Schallöffnungen trägt ein vorkragendes Giebelgesims und einen gemauerten Giebelspitzhelm mit knopfartigen Fialen. Südlich in der Chorecke steht ein Sakristeianbau unter einem Pultdach aus dem Jahr 1629. Im Chor wurde durch eine Grabung eine ehemalige Rundapsis festgestellt.
Das Kircheninnere im Langhaus hat eine neue Holztonne, ehemals aus 1629, einen eingezogenen abgefasten rundbogigen Chorbogen und einen eingezogenen einjochigen Chor mit einem Kreuzgratgewölbe. Im Chor ist links ein Aufgang zum Turm und rechts ein Eingang zur Sakristei. Die Sakristei als niedriger kreuzgratgewölbter rechteckiger Raum hat Rechteckfenstern, eine Flachbogennische und eine Rundbogennische. Die Westwand des Langhauses hat ein Kreisfenster.

### Bilder
Die Kirche zeigt innen Fresken um 1330. An der Westwand Weltgericht, Christus mit Maria und Johannes, Zug der Seligen mit Petrus an der Himmelspforte, Auferstehung und Noli me tangere und drei Bildstreifen oben Zug der Laster, mittig Zug der Verdammten, unten Tanz eines Teufels um einen Kessel.
An der Nordwand in Bildstreifen oben Verkündigung, Flucht nach Ägypten, unten zerstört. An der Südwand in Bildstreifen, oben Szenenfragment mit Sarkophag, König, bärtiger Mann, zwei umschlungene Frauen, unten Kreuzabnahme, Grablegung, Geißelung, Dornenkrönung, Kreuzaufrichtung. Im Chor links Johannes Evangelist, Lamm Gottes und Fragment eines Heiligen in gemalten Rundbogenarkaden.

## Ausstattung
Der Hochaltar zeigt im Sockel eine Inschrift mit dem Wappen Deuring. Der Aufbau hat kannelierte Säulen und Fruchtappliken und seitlich Schnörkeldekor und trägt ein gerades geschlossenes Gebälk mit Volutenstücken. Das Altarbild Maria mit Kind mit Heiligen und das Oberbild Gottvater sind mit 1631 bezeichnet.
Der linke Seitenaltar mit 1634 in der Sockelinschrift zeigt im Altarbild die Schutzmantelmadonna mit Dominikus und Katharina von Siena aus 1634. Der rechte Seitenaltar, am Aufsatz mit 1634 und Wappen von der Halden bezeichnet zeigt im Altarbild Katharina und Agatha aus 1634 und im Oberbild IHS. Über dem Chorbogen ist eine Kreuzigungsgruppe auf Wappenpodesten auf einem Gebälk, welches mit den Seitenaltären mit zwei Engeln verbunden ist.
Es gibt eine Glocke aus dem 13. Jahrhundert.